# Cratere Marsh
Marsh  è un cratere sulla superficie di Venere. Deve il proprio nome ad Edith Ngaio Marsh, scrittrice neozelandese autrice di romanzi gialli.